# Ade Yusuf

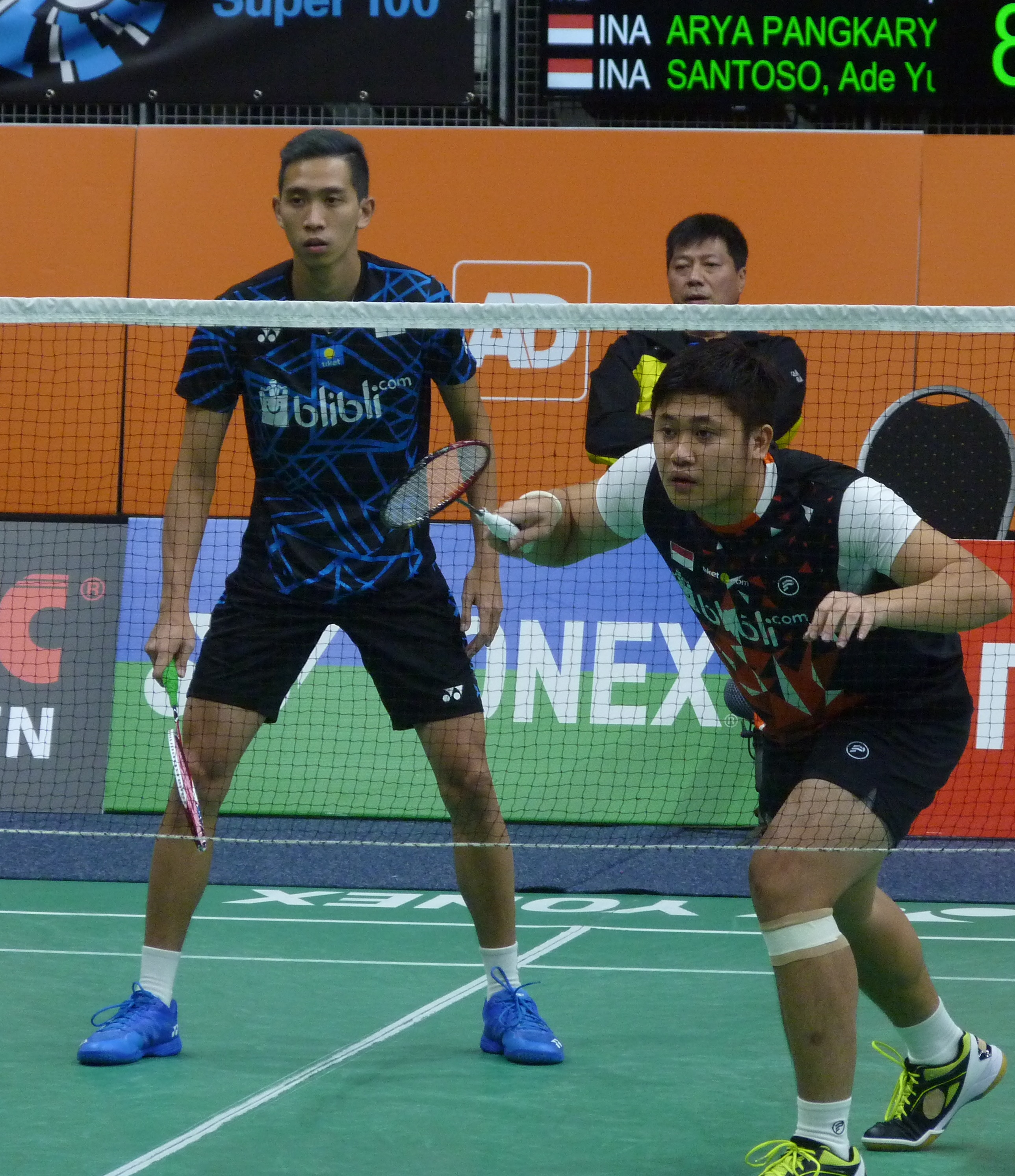
Ade Yusuf Santoso & Wahyu Nayaka Arya Pankaryanira

Ade Yusuf Santoso (* 19. Mai 1993 in Surabaya) ist ein indonesischer Badmintonspieler.

## Karriere
Ade Yusuf belegte bei den India Open Grand Prix Gold 2012 Rang fünf im Herrendoppel mit Wahyu Nayaka Arya Pankaryanira. Bei den India International 2012 gewannen die beiden die Bronzemedaille. Ein Jahr später konnten beide im gemeinsamen Doppel die Iran Fajr International 2013 gewinnen. Zusammen standen sie ebenfalls im Hauptfeld der Indonesia Super Series 2012 und der Indonesia Super Series 2013.